# مطار ماسينيا
مطار ماسينيا هو مطار للاستخدام العام يقع بالقرب من ماسينيا، بإقليم شاري باقرمي، تشاد.

## روابط خارجية
- سجل المطار لمطار ماسينيا في Landings.com